# Africariola
Africariola is een geslacht van rechtvleugeligen uit de familie sabelsprinkhanen (Tettigoniidae). De wetenschappelijke naam van dit geslacht is voor het eerst geldig gepubliceerd in 1996 door Naskrecki.

## Soorten
Het geslacht Africariola  is monotypisch en omvat slechts de volgende soort:
- Africariola longicauda (Naskrecki, 1996)